# Gone (Red)
Gone è il sesto album in studio del gruppo musicale statunitense Red, pubblicato nel 2017.

## Tracce
1. Step Inside, the Violence – 3:04
2. Still Alive – 3:19
3. Losing Control – 4:08
4. Gone – 3:38
5. Coming Apart – 3:55
6. Unstoppable (Sia cover) – 3:40
7. Fracture – 3:09
8. Chasing Your Echo – 3:36
9. A.I. – 4:10
10. Singularity – 5:10

Tracce bonus - Edizione deluxe (Digitale)
1. The Mask Slips Away – 4:44
2. Still Alive (Looking for a Reason) – 3:08
3. Gone (JSapp Remix) – 3:21
4. Unstoppable (Redux Version) – 3:52
5. Step Inside, The Violence (Alex Nice Remix) – 2:49
6. Coming Apart (Deconstructed) – 3:55
7. Gone (.grav3s Version) – 3:27

## Formazione
- Michael Barnes – voce
- Anthony Armstrong – chitarra
- Randy Armstrong – basso